# Zbyněk Michálek
Zbyněk Michálek (Jindřichův Hradec, 23 dicembre 1982) è un hockeista su ghiaccio ceco.

## Palmarès

### Mondiali
- 2 medaglie:
  - 1 argento (Lettonia 2006)
  - 1 bronzo (Slovacchia 2011)